# Мамиоф, Николай Владимирович
Николай Владимирович Мамиоф (р. 15 июля 1967, Москва, РСФСР, СССР) — российский спортсмен-любитель, кандидат в мастера спорта, один из трёх членов команды "Harley Davidson Team Moscow" в международном классе 3 PR (водно-моторные гоночные серии).

## Команда
Команда `Harley-Davidson` основана в 2007 году, состоит из Мамиофа Николая, Жажкова Бориса и Сазонова Олега. До 2009 года в состав команды входил также Маршев Виктор. Лодка № 19 "Harley Davidson Team Moscow" спроектирована и построена компанией Russian Raccing Group - Engineering. Характеристики: Лодка класса PR 3; длина - 6 м.; ширина - 2 м.; вес - 550 кг.; максимальные обороты - 6000 об/мин.; скорость - до 110 км/ч.; Мотор - EVINRUDE стандартный, 130 л.с., V-образный, 4 цилиндра, с прямым впрыском топлива. Лодка представляет собой жёсткую конструкцию, выполненную из композитных материалов. По техническим требованиям класса PR 1500 обязательной часть лодки являются надувные борта.

## Спортивные достижения
- Чемпионат мира 2009 по водно-моторному спорту в классах Endurance Pneumatics С lass 1/2/3/4/5 "24 часа Санкт-Петербурга" - 1 место. [1]
- Чемпионат Европы 2010 по водно-моторному спорту в классах Endurance Pneumatics С lass 1/2/3/4, Рига - 1 место
- Чемпионат Европы 2008 по водно-моторному спорту в классах Endurance Pneumatics С lass 1/2/3/4/5 "6 часов Будапешта" - 1 место
- Чемпионат Европы 2009 по водно-моторному спорту в классах Endurance Pneumatics С lass 1/2/3/4/5 "8 часов Дунауйвароша" - 1 место
- Чемпионат мира 2012 по водно-моторному спорту в классах Endurance Pneumatics С lass 1/2/3/4 - 3 место
- Открытый кубок Балтики 3 класс, 2011, Рига
- Международная маршрутная гонка "Санкт-Петербург - Орешек", 2006

Помимо регулярного участия в соревнованиях по водно-моторному спорту, в 2012 году Николай принял участие в историческом ралли Монте-Карло в составе Russo Baltic Racing на Ягуаре типа Е. 

## Неспортивная деятельность
Летом 2012 года в Центральном доме художника прошла персональная фотовыставка Николая под названием "Свобода выбора дорог, или синдром путешественника". На выставке были представлены фотографии из путешествий по миру разных лет.
В Апреле 2014 года состоялась премьера полнометражного художественного фильма с участием непрофессиональных актёров, снятого под руководством автора проекта Николая Мамиофа и режиссёра театра имени А. С. Пушкина Елены Новиковой.